# 三菱事務機械
三菱事務機械株式会社（MITSUBISHI OFFICE MACHINERY LTD　略称：MOM）はかつて日本に存在したシステムインテグレーター。
2001年4月1日に合併しアイ・ティ・フロンティアとなった。さらに2014年にはインドのタタ・コンサルタンシー・サービシズの日本法人と合併し、日本タタ・コンサルタンシー・サービシズとなっている。以下ではこの旧三菱事務機械について記述する。

## 概要
三菱商事の子会社として、Bull、富士通、サン・マイクロシステムズなどのコンピュータの販売、保守を行っていた。

## 歴史
- 1964年 - 三菱商事は Bull社製品の販売・保守を目的とし、三菱事務機械を設立
- 2001年4月 - 三菱商事系システム会社5社が統合し株式会社アイ・ティ・フロンティア発足